# Nado sincronizado nos Jogos da Commonwealth de 2006
O nado sincronizado nos Jogos da Commonwealth de 2006 integrou o programa dos esportes aquáticos e foi realizado em Melbourne, na Austrália, em 18 e 19 de março. Dois eventos foram disputados no Melbourne Sports and Aquatics Centre.

## Medalhistas
Feminino
| Evento | Ouro                                                    | Prata                                        | Bronze                                      |
| Solo   | Marie-Pier Boudreau Gagnon CAN Canadá                   | Jenna Randall ENG Inglaterra                 | Irena Olevsky AUS Austrália                 |
| Dueto  | Marie-Pier Boudreau Gagnon Isabelle Rampling CAN Canadá | Dannielle Liesch Irena Olevsky AUS Austrália | Lisa Daniels Nina Daniels NZL Nova Zelândia |

## Quadro de medalhas
Quatro delegações conquistaram medalhas:
| Ordem | País          | Medalha de ouro | Medalha de prata | Medalha de bronze | Total |
| ----- | ------------- | --------------- | ---------------- | ----------------- | ----- |
| 1     | Canadá        | 2               |                  |                   | 2     |
| 2     | Austrália     |                 | 1                | 1                 | 2     |
| 3     | Inglaterra    |                 | 1                |                   | 1     |
| 4     | Nova Zelândia |                 |                  | 1                 | 1     |
| TOTAL | TOTAL         | 2               | 2                | 2                 | 6     |